# Pristimantis unistrigatus
Pristimantis unistrigatus is een kikker uit de familie Strabomantidae. De soort werd voor het eerst wetenschappelijk beschreven door Albert Carl Lewis Gotthilf Günther in 1859. Oorspronkelijk werd de wetenschappelijke naam Hylodes unistrigatus gebruikt. De kikker behoorde lange tijd tot de niet meer erkende familie Strabomantidae en nog eerder tot de familie Brachycephalidae.

## Algemeen
Deze kikker wordt niet langer dan 6 centimeter en de kleur van de rug en poten is roodbruin, de buik is wit en over het hele lijf zijn kleine, zwarte wratjes. Vanwege het gedrongen lichaam en stompe kop denkt men eerder aan een pad-achtige als men deze kikker ziet. De bronskikker houdt van klimmen, en zit meestal in bomen of struiken langs beken en rivieren en blijft altijd in de buurt van water. De pupil is horizontaal en deze soort komt voor in Ecuador, in vochtige regenwouden in bergachtige streken en vaak bij watervallen en rotswanden. De soort komt voor van een hoogte van 2200 tot 3400 meter boven zeeniveau.

## Levenswijze
Pristimantis unistrigatus is een nachtactieve soort die zich overdag verstopt tussen bladeren van planten en tijdens de schemering gaat jagen op insecten, wormen en andere kleine ongewervelden. Bij het lokken van het vrouwtje maakt het mannetje harde blaffende geluiden die duidelijk hoorbaar zijn.